# Bruno Guiderdoni
Bruno Guiderdoni es un astrofísico francés.
El Dr. Guiderdoni es Director de Investigación en el Instituto de Astrofísica de Lyon, miembro del Centre National de la Recherche Scientifique. Su campo de investigación principal es la formación de galaxias y su evolución. Ha publicado más de 100 artículos y ha organizado varias conferencias internacionales sobre estas cuestiones. Fue director del Observatorio de Lyon desde 2005 hasta 2015.
Por otra parte, es uno de los expertos de referencia en el Islam en Francia y ha publicado 50 documentos sobre la teología islámica y sus místicos. Estuvo a cargo de un programa de televisión francesa llamado "Conociendo el Islam" (Connaître l'Islam), de 1993 a 1999, y ahora es el director del Instituto Islámico de Estudios Avanzados (Institut des Hautes Études Islamiques).

## Obras
- Bruno Guiderdoni, Ajit K. Kembhavi (ed.) (1998). Starbursts: triggers, nature, and evolution. Springer. ISBN 9783540647010.
- Guiderdoni, Abd-al-Haqq; Houziaux, Alain (2004). D'où vient l'univers ? (en francés). Editions de l'Atelier. ISBN 9782708237667.
- Geffré, Claude; Guiderdoni, Abd-al-Haqq; Gounelle, André; Houziaux (2005). Dieu, c'est quoi finalement ? (en francés). Editions de l'Atelier. ISBN 9782708237872.